# La Tour maudite (film)
Pour plus de détails, voir Fiche technique et Distribution.
La Tour maudite est un court métrage français réalisé par Georges Méliès, sorti en 1901, au début du cinéma muet.